# Goodwill (Dakota Południowa)
Goodwill – jednostka osadnicza w Stanach Zjednoczonych, w stanie Dakota Południowa, w hrabstwie Roberts.